# Pedaliaceae
Pedaliaceae R.Br., 1810 è una famiglia di piante angiosperme appartenenti all'ordine delle Lamiales.

## Etimologia
Il nome della famiglia deriva dal suo genere tipo Pedalium Royen ex L. la cui etimologia deriva da "piede" e fa riferimento ai frutti di alcune piante di questo genere dotate di ganci per aderire ai piedi degli animali e favorirne così la dispersione. Il nome scientifico della famiglia è stato definito dal botanico britannico Robert Brown (Montrose, 21 dicembre 1773 – Londra, 10 giugno 1858) nella pubblicazione "Prodromus Systematis Naturalis Regni Vegetabilis - 519. 1810" del 1810.

## Descrizione

### Portamento
Il portamento delle specie di questa famiglia è vario: da erbaceo perenne o annuale o arbustivo fino a piccoli alberi (alti al massimo 8 metri). In genere la pubescenza è formata da peli portanti ghiandole mucose (quasi su tutta la superficie delle piante) che spesso conferiscono agli steli e alle foglie un aspetto viscido o viscoso. Le piante raramente sono provviste di spine. Nelle piante perenni erbacee sono presenti radici tuberose. I fusti possono essere eretti e ascendenti oppure decombenti o prostrati; a volte sono tomentosi; inoltre possono essere rigonfi alla base (succulenti), corti o lunghi.

### Foglie

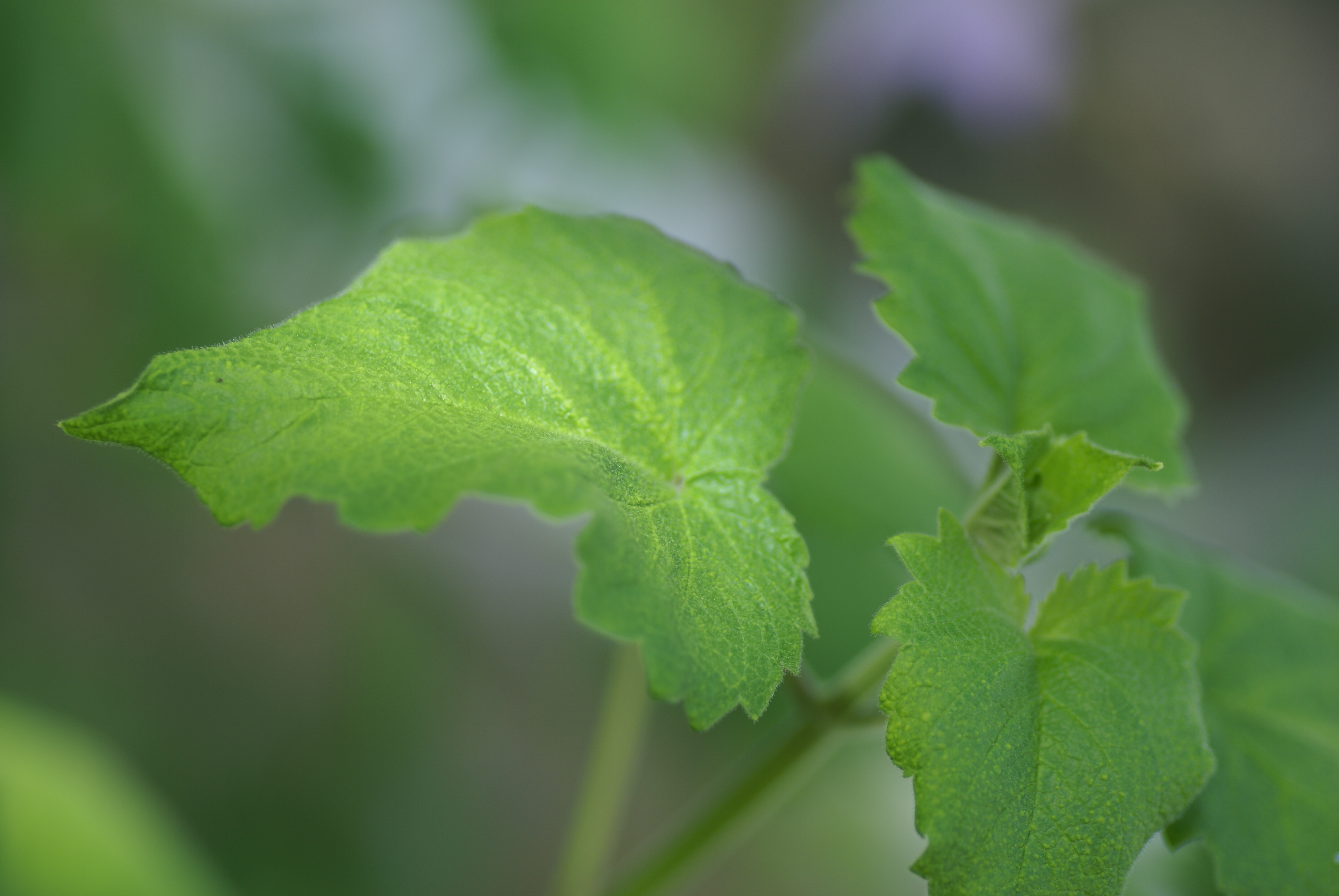
Le foglie
Ceratotheca triloba
(tribù Sesameae)

Le foglie, decidue, lungo il caule sono disposte in modo opposto (nella zona dell'infiorescenza la disposizione può essere alterna) e possono essere subsucculente. Sono sia picciolate che sessili; in alcune specie i piccioli sono persistenti e si sviluppano in spine. Normalmente la lamina della foglie è semplice con forme da intere (da lineari a ampiamente oblunghe) a pennatolobate o pennatifide larghe fino a 30 cm; oppure sono pesenti lame con forme circolari, ovate, cuoriformi o reniformi. Le stipole sono assenti. Sono presenti diverse specie con fogliame polimorfico.

### Infiorescenze

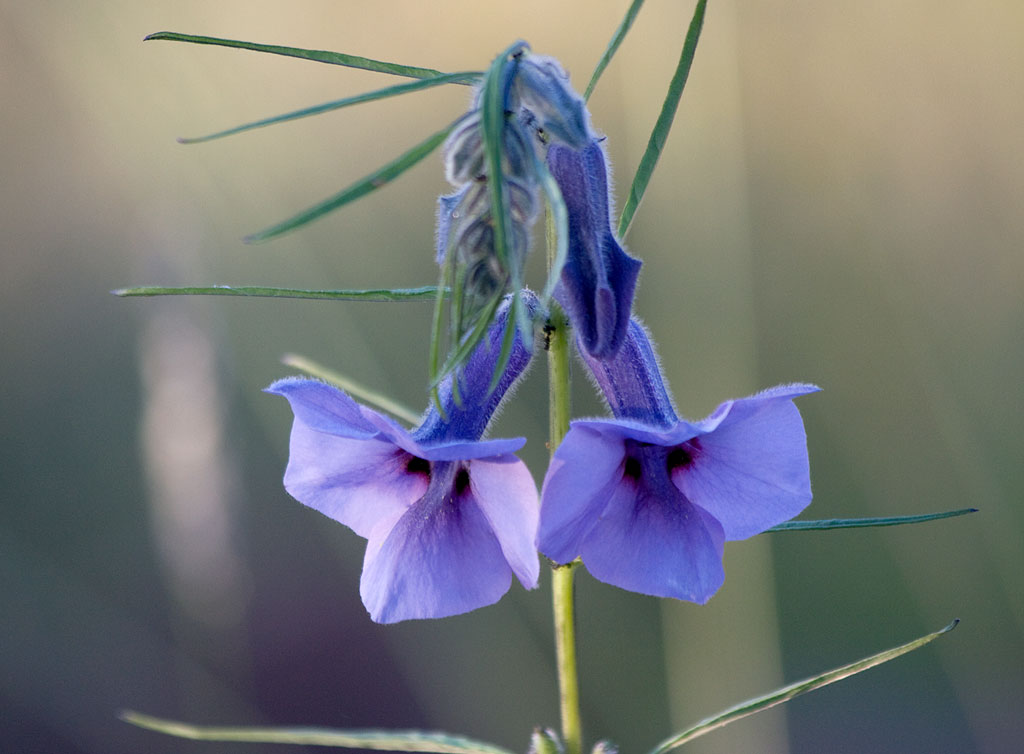
Infiorescenza
Sesamum triphyllum
(tribù Sesameae)

Le infiorescenze sono formate da fiori solitari, oppure i fiori sono molti (fino a 9) disposti in cime dicasiali (due rami fioriferi opposti e uno centrale più breve) alle ascelle delle foglie. I fiori, raccolti in racemi, sono pedicellati; in alcune specie i pedicelli alla base hanno 2 o più ghiandole nettarifere. Sono presenti anche specie rosulate.

### Fiori

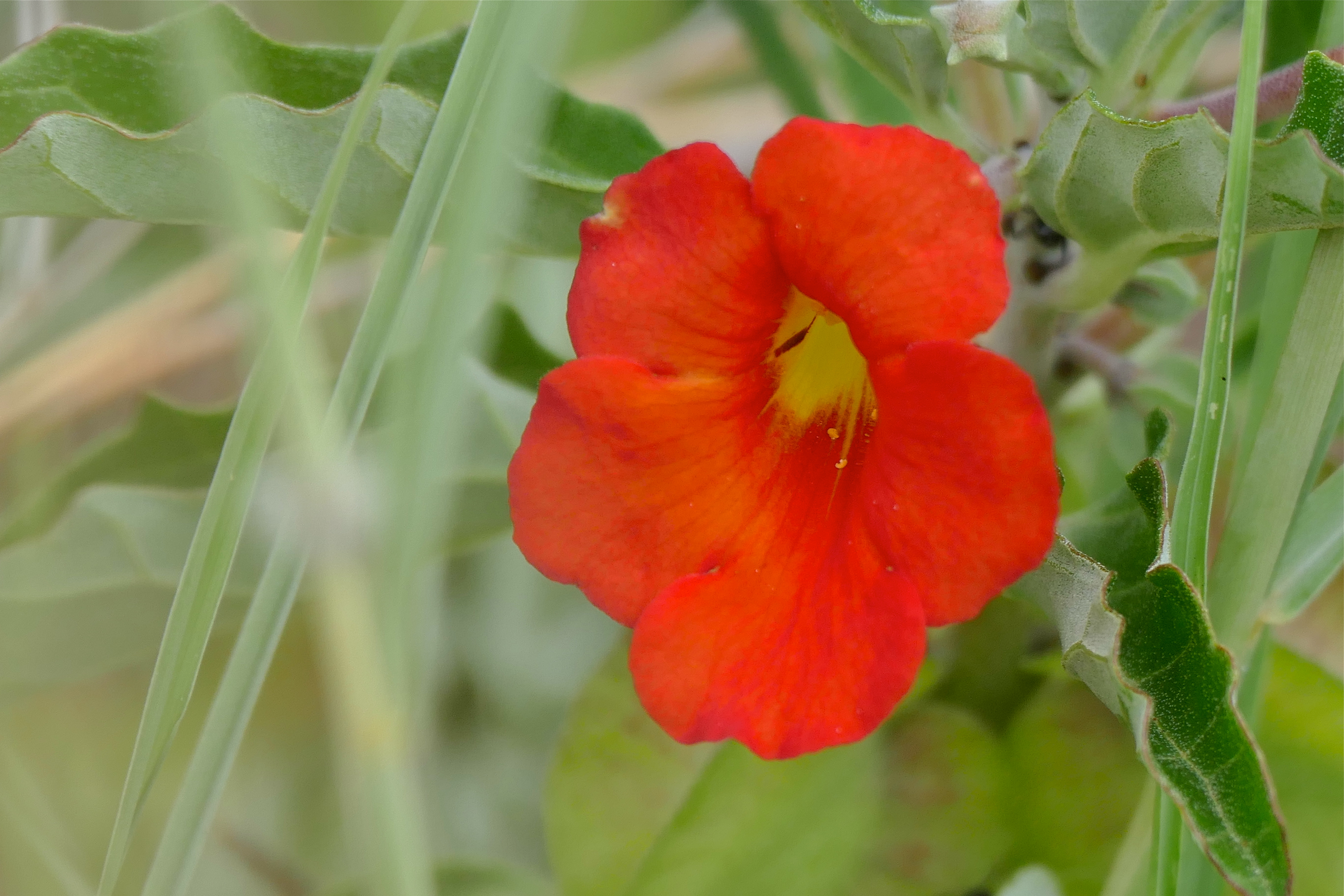
I fiori
Pterodiscus elliottii
(tribù Pedalieae)

I fiori sono ermafroditi, debolmente o fortemente zigomorfi e tetraciclici (ossia formati da 4 verticilli: calice– corolla – androceo – gineceo) e pentameri (i verticilli del perianzio hanno 5 elementi). I fiori sono ipogini.
- Formula fiorale:

x K (5), [C (5/2+3), A 2+2], G (2), supero, capsula.
- Il calice, piccolo rispetto alla corolla, di norma è formato da 5 elementi (sepali) concresciuti alla base (calice gamosepalo). Il lobo superiore in genere è più piccolo.

- La corolla gamopetala è tubolosa con un tubo obliquo a forma da cilindrica a campanulata (o imbutiforme) terminante con 5 lobi più o meno uguali (in questo caso i lobi anteriori sono più grandi) oppure, ma più raramente, la corolla è bilabiata  (con il labbro inferiore più sviluppato). Spesso la corolla è stretta alla base, oppure è gibbosa nella parte adassiale; inoltre può essere speronata. I colori sono roseo, bianco, crema, giallo o varietà di rosso fino al purpureo.

- L'androceo è formato da 4 stami didinami fertili e un quinto ridotto ad un piccolo staminoide; tutti gli stami sono in posizione epipetala e inclusi all'interno della corolla. I filamenti sono adnati alla corolla (inseriti vicino alla base). Le antere sono pendenti dalla cima dei filamenti (sono basifisse) e sono introrse. Le teche sono 2 ed hanno delle forme più o meno ovate (o oblunghe) e sono parallele o divergenti. La deiscenza delle antere è longitudinale. La morfologia del polline è sia monadica che tetradica. Il disco nettarifero è ipogino, a consistenza carnosa, generalmente consistente e spesso asimmetrico.

- Il gineceo è bicarpellare (sincarpico - formato dall'unione di due carpelli connati) ed ha un ovario supero tetraloculare.  La placentazione è assile. I loculi spesso sono parzialmente o completamente divisi da falsi setti, contenente da uno a più ovuli attaccati centralmente alla placenta. Gli ovuli sono pendenti o ascendenti e sono numerosi per ogni loculo e hanno un solo tegumento e sono tenuinucellati (con la nocella, stadio primordiale dell'ovulo, ridotta a poche cellule).[11] Lo stilo è filiforme e unico inserito all'apice dell'ovario con stigma in genere bifido (lo stilo sovrasta gli stami).

### Frutti

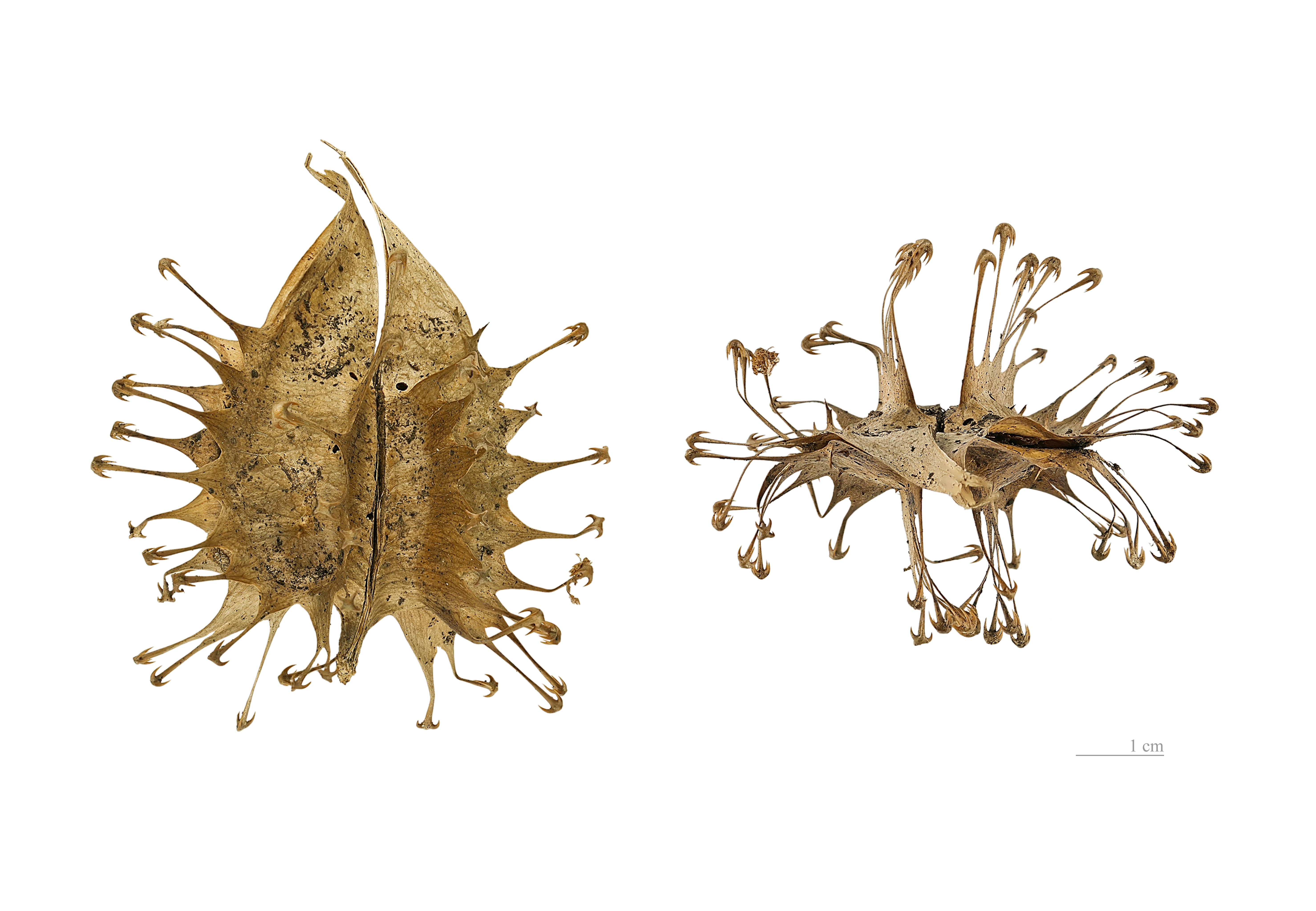
I frutti
Uncarina ankaranensis
(tribù Pedalieae)

I frutti sono molto vari, legnosi o coriacei, indeiscenti o deiscenti, tipo noci o capsule loculicide (4-loculari). In genere hanno delle emergenze (tipicamente quattro, ma anche più) a forma di spine più o meno alate e uncinate. I semi hanno un endosperma carnoso ma sottile e hanno la superficie rugosa; in alcune specie contengono sostanze oleaginose.

## Biologia
Le specie di questo raggruppamento si riproducono per impollinazione tramite insetti, soprattutto farfalle (impollinazione entomogama) o tramite il vento (impollinazione anemogama)..
La dispersione dei semi avviene inizialmente a causa del vento (dispersione anemocora); una volta caduti a terra sono dispersi soprattutto da insetti tipo formiche (mirmecoria). I frutti invece sono dispersi dagli animali più grandi in quanto sono provvisti di uncini per aderire ai loro piedi (disseminazione zoocora).

## Distribuzione e habitat
La distribuzione delle specie della famiglia Pedaliaceae è africana con climi più o meno sub-tropicali e tropicali. La sezione Chamaesesamum del genere Sesamum (tribù Sesameae) è relativa all'India e Sri Lanka (la distribuzione può arrivare fino alla Malaysia e nel nord dell'Australia). Alcune specie si sono naturalizzate nel Nuovo Mondo.
In Italia (e in Europa) l'unica specie presente di questa famiglia è Sesamum indicum. In Italia si trova coltivata soprattutto in Sicilia e in Calabria, ove è nota come cimino o giuggiulena. Non tende a spontaneizzarsi.

## Tassonomia
In origine le specie di questa famiglia (insieme alla famiglia Martyniaceae) erano descritte all'interno della famiglia Bignoniaceae (Jussieu 1789). In seguito (Brown 1810) venne istituita la famiglia Pedaliaceae ma solamente con i genere Pedalium e Josephinia. Solamente più tardi venne incluso anche il genere Sesamum e quindi anche gli altri. Il Sistema Cronquist assegna la famiglia all'ordine Scrophulariales, mentre la classificazione APG la assegna all'ordine Lamiales. Il Sistema Cronquist, inoltre, include in questa famiglia i generi Craniolaria, Holoregmia, Ibicella, Martynia e Proboscidea, che l'APG assegna alla famiglia Martyniaceae.
Dal punto di vista cariologico il numero base dei cromosomi è 2n = 16 (Pedalium murex). Molte specie si presentano tetraploidi con 2n = 32 (Sesamum radiatum) oppure octoploidi con 2n = 64.

### Generi
La famiglia è suddivisa in 3 tribù e 11 generi.

#### Tribù Pedalieae
La tribù Pedalieae Dumort., 1829 comprende 7 generi:
- Harpagophytum DC. ex Meisn., 1840 (2 specie)
- Holubia Oliv., 1884 (1 sp.)
- Pedaliodiscus Ihlenf., 1968 (1 sp.)
- Pedalium Royen ex L. (1 sp.)
- Pterodiscus Hooker, 1844 (16 spp.)
- Rogeria J. Gay ex Del., 1826 (4 spp.)
- Uncarina (Baill.) Stapf, 1895 (14 spp.)

#### Tribù Sesameae
La tribù Sesameae Dumort., 1829 comprende 3 generi:
- Dewinteria van Jaarsv. & A.E.van Wyk, 2007 (1 sp.)
- Linariopsis Welw., 1869 (2 spp.)
- Sesamum L., 1753 (31 spp.)

#### Tribù Sesamothamneae
La tribù Sesamothamneae Ihlenf., 1967 comprende 1 genere:
- Sesamothamnus Welw., 1869 (6 specie)

### Alcune specie

#### Tribù Pedalieae

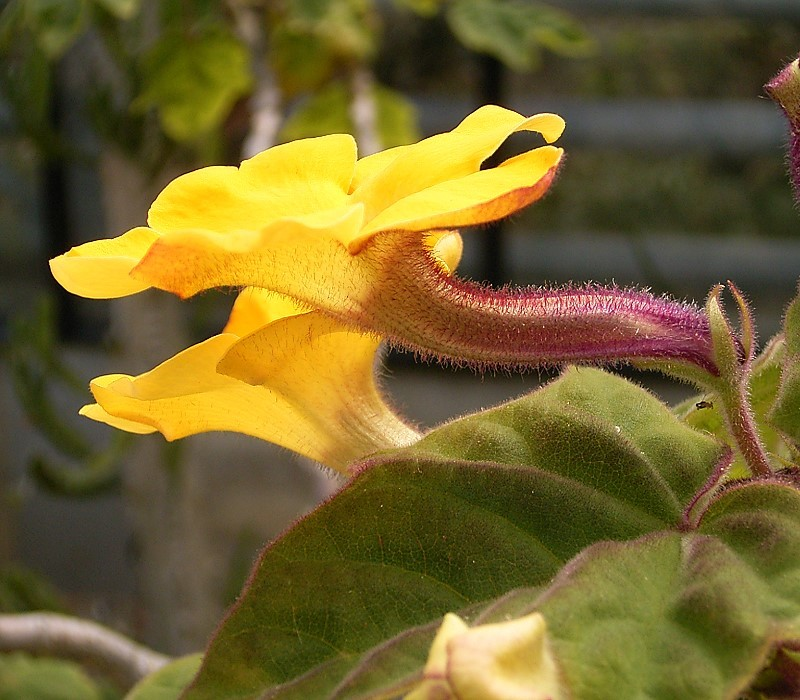
Uncarina decaryi
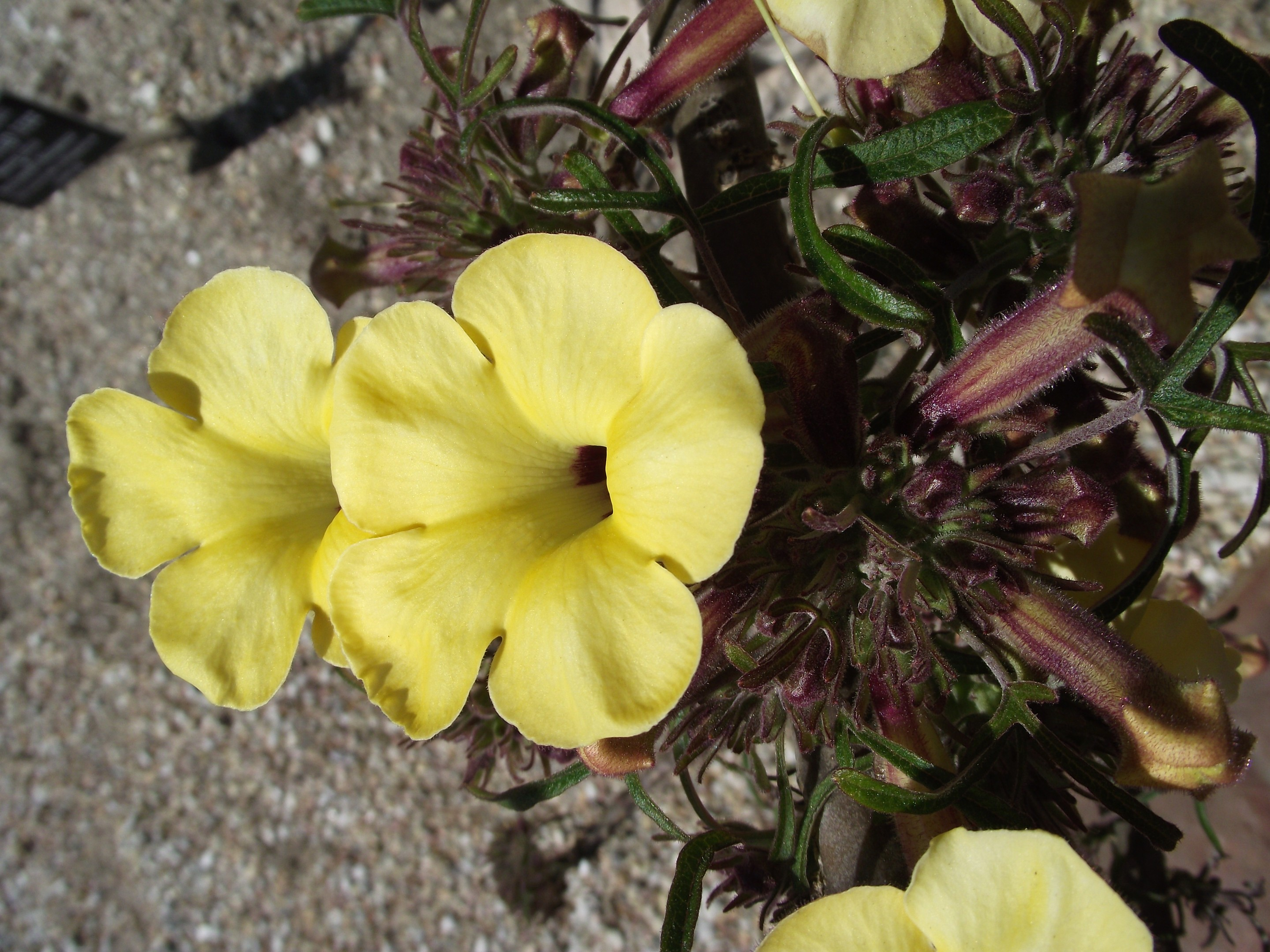
Uncarina grandidieri
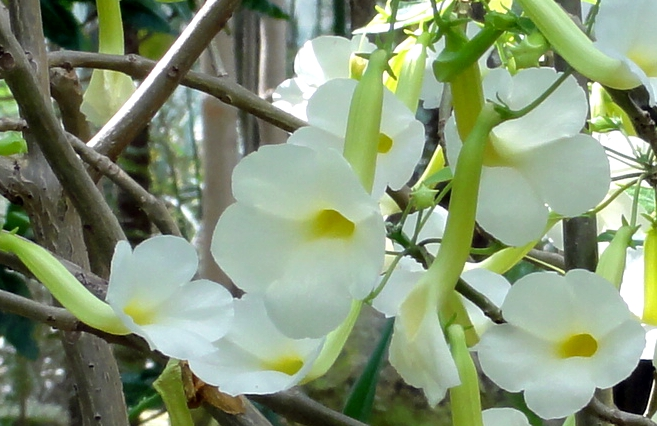
Uncarina leptocarpa
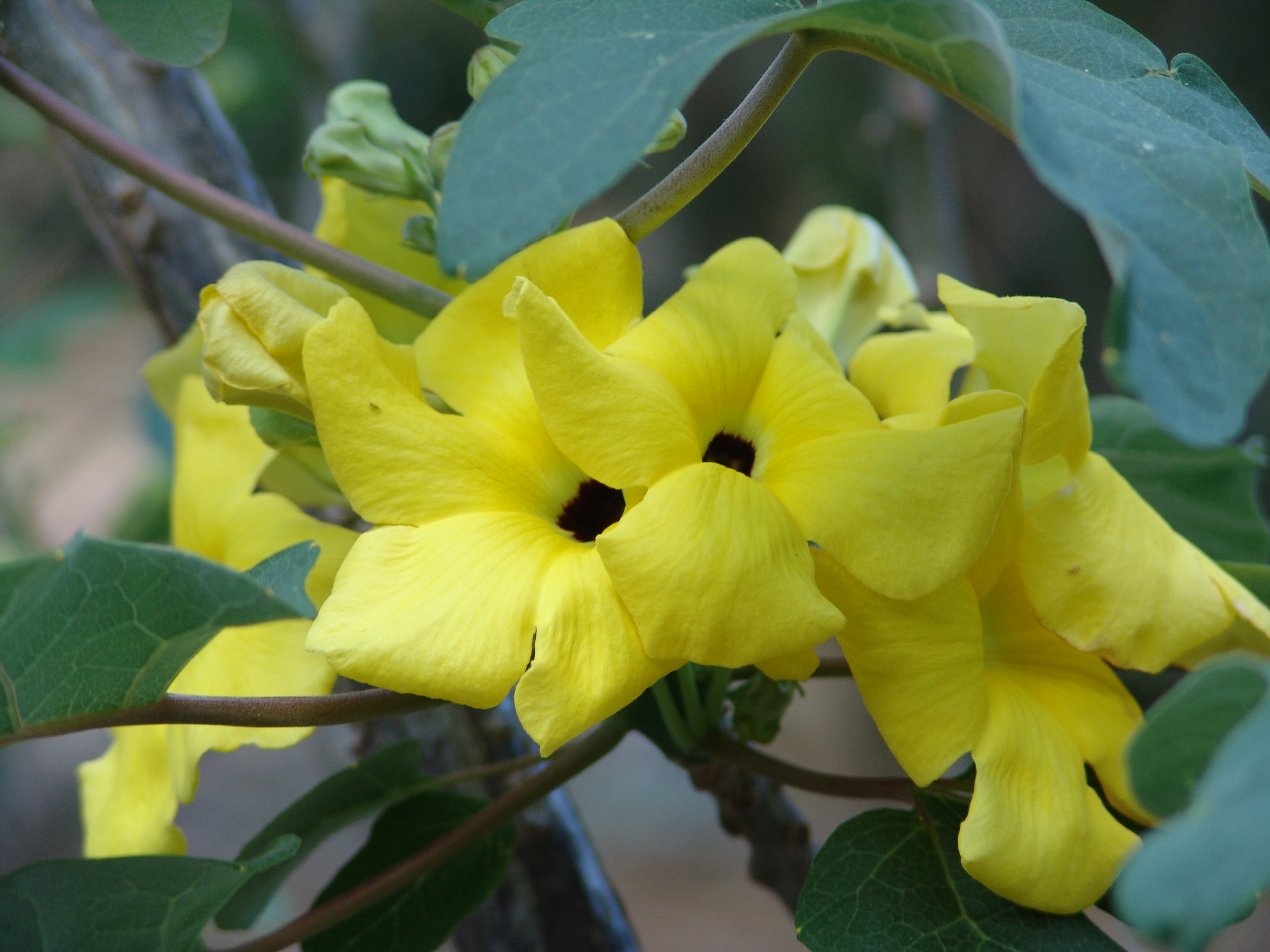
Uncarina peltata
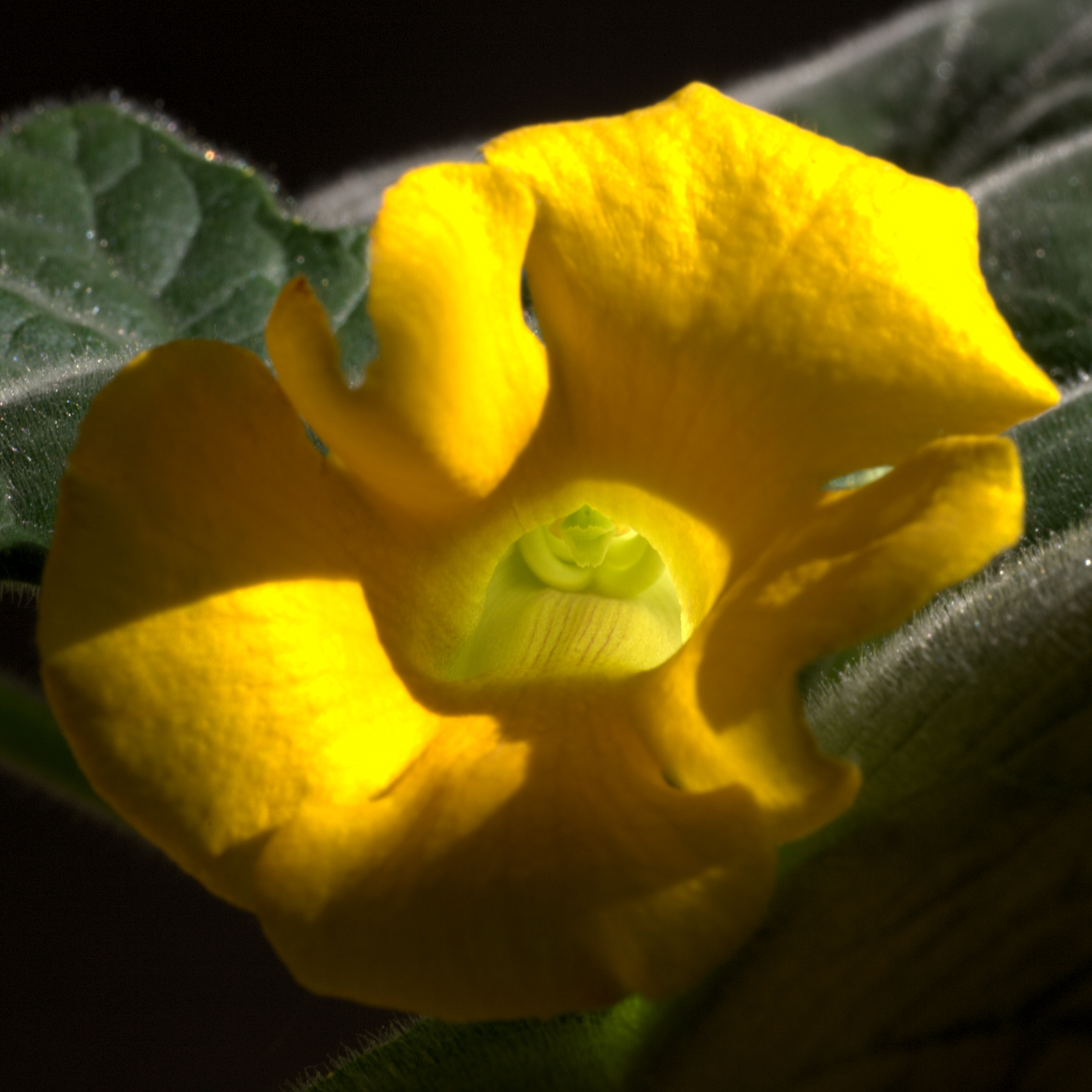
Uncarina roeoesliana
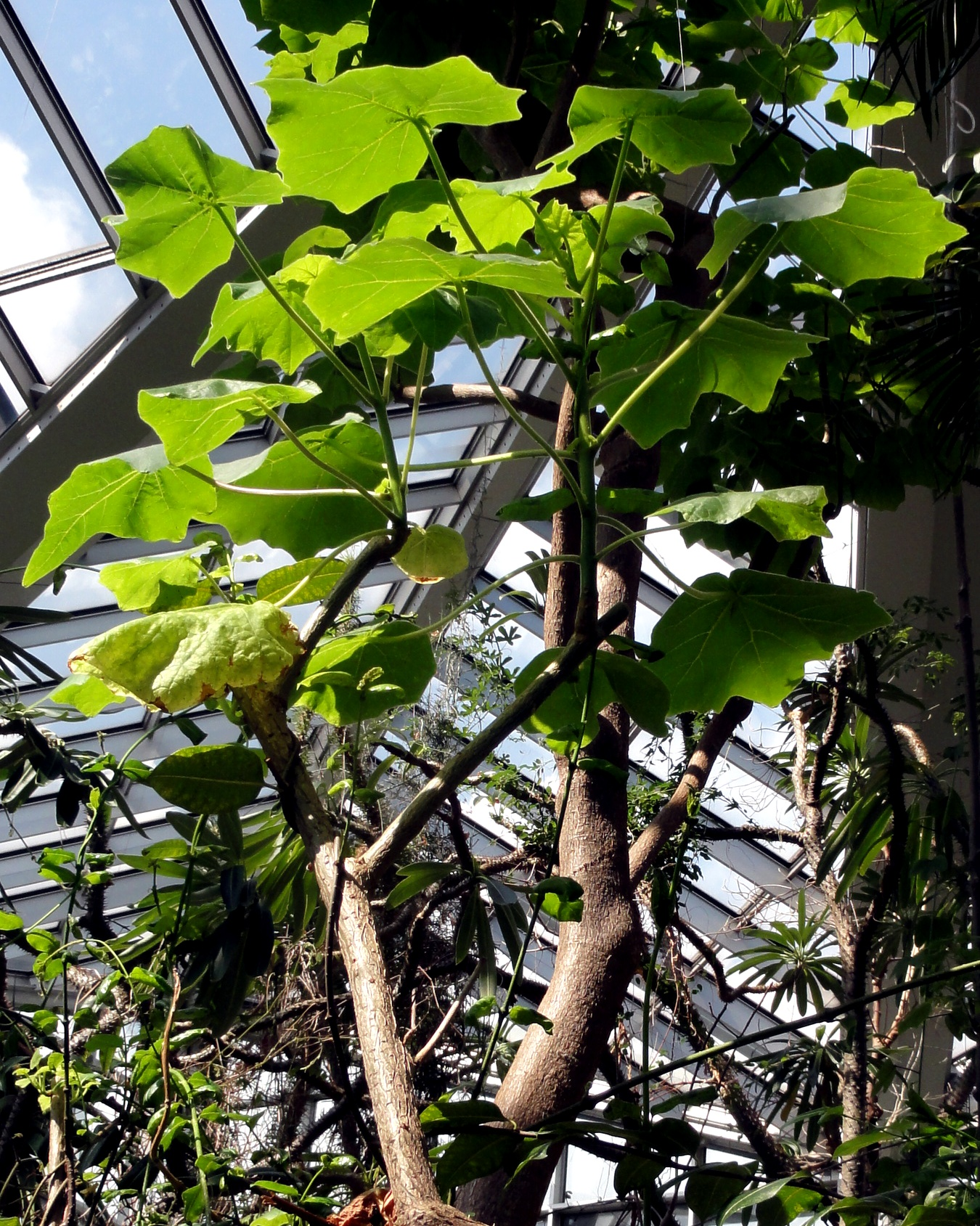
Uncarina turicana
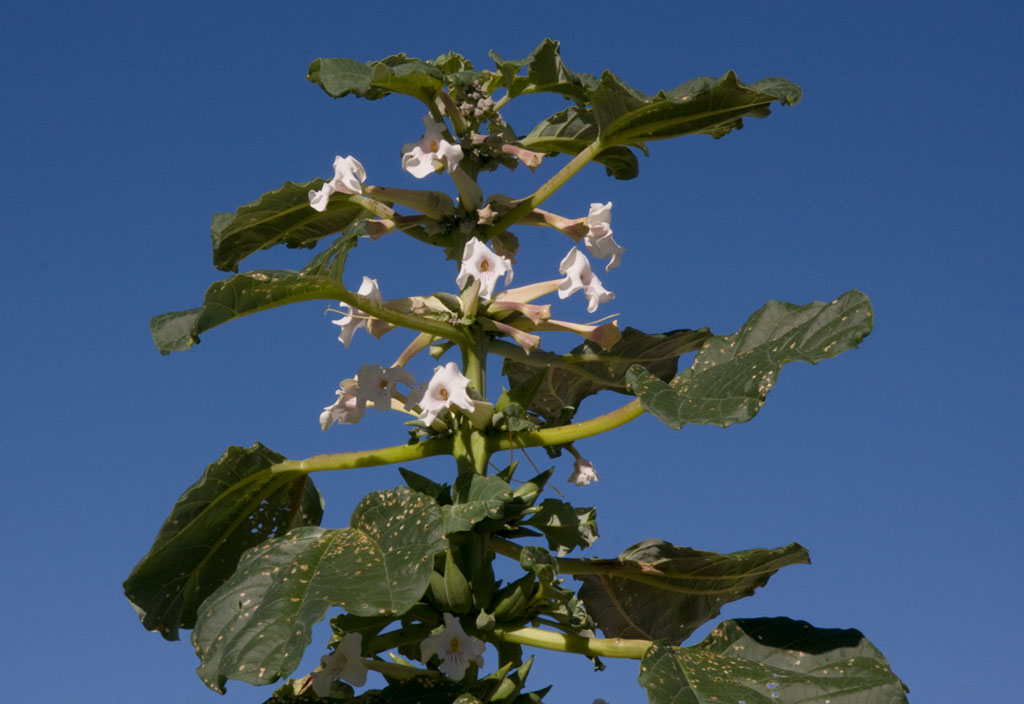
Rogeria longiflora
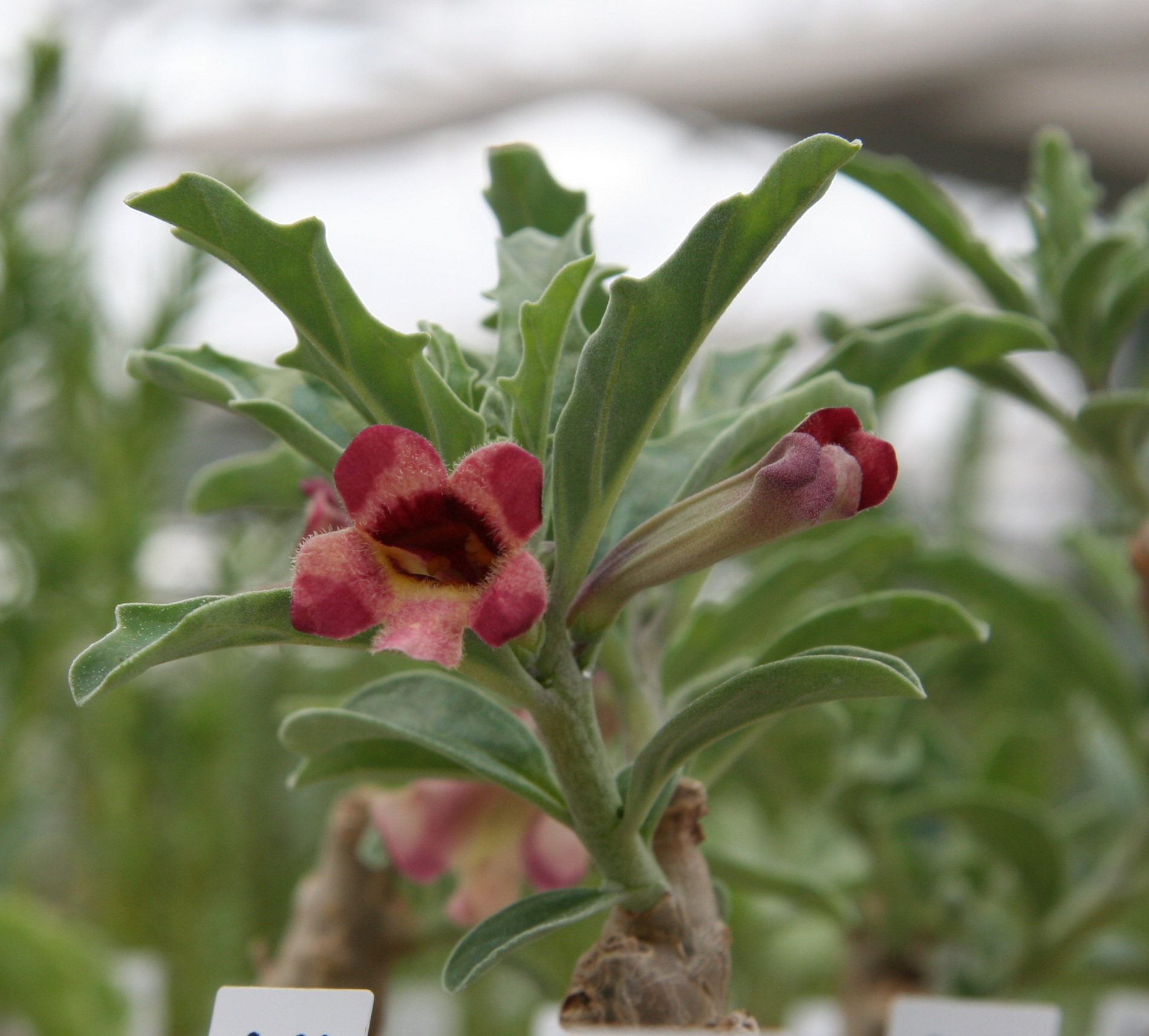
Pterodiscus ngamicus
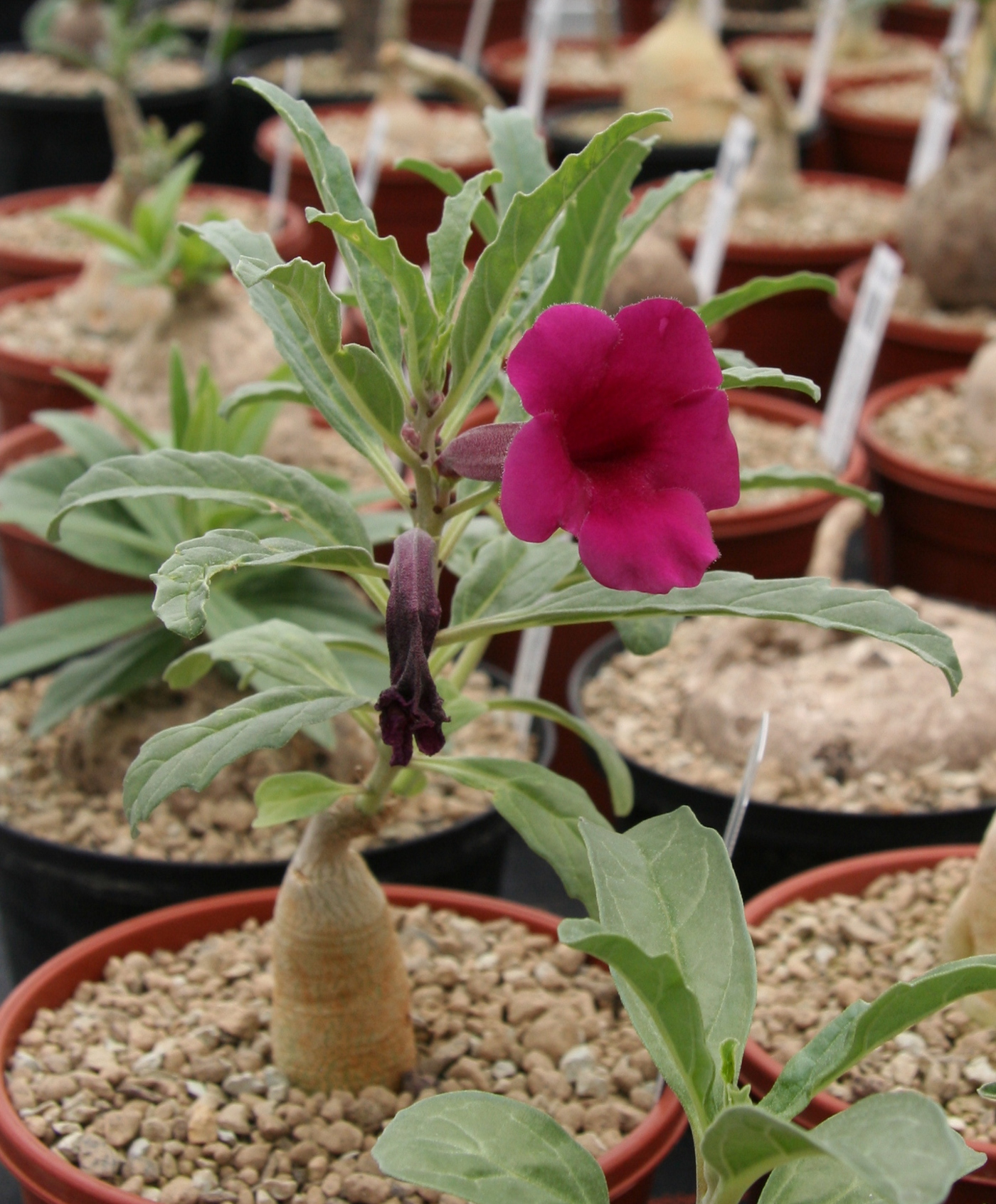
Pterodiscus speciosus
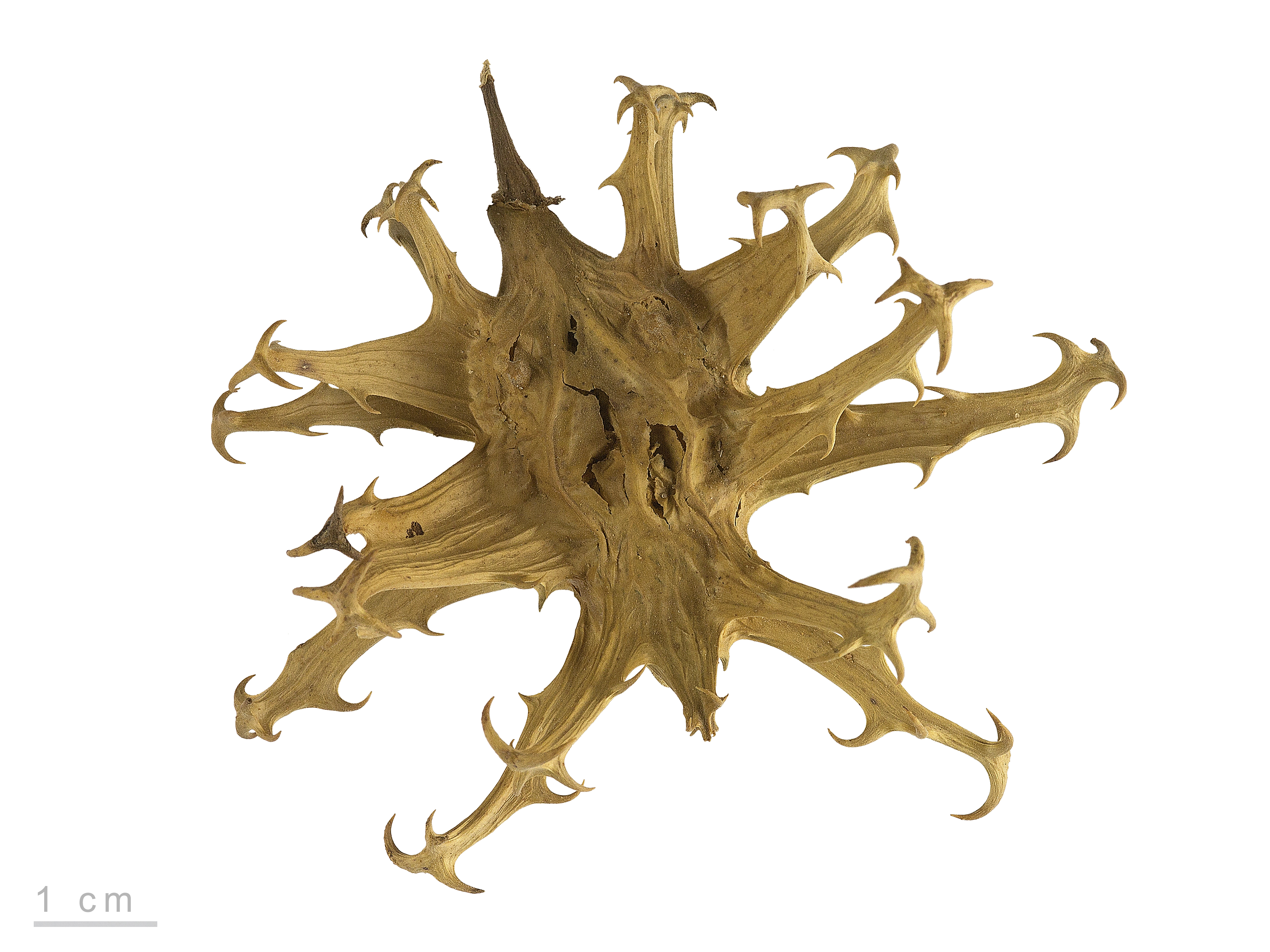
Harpagophytum procumbens

#### Tribù Sesameae

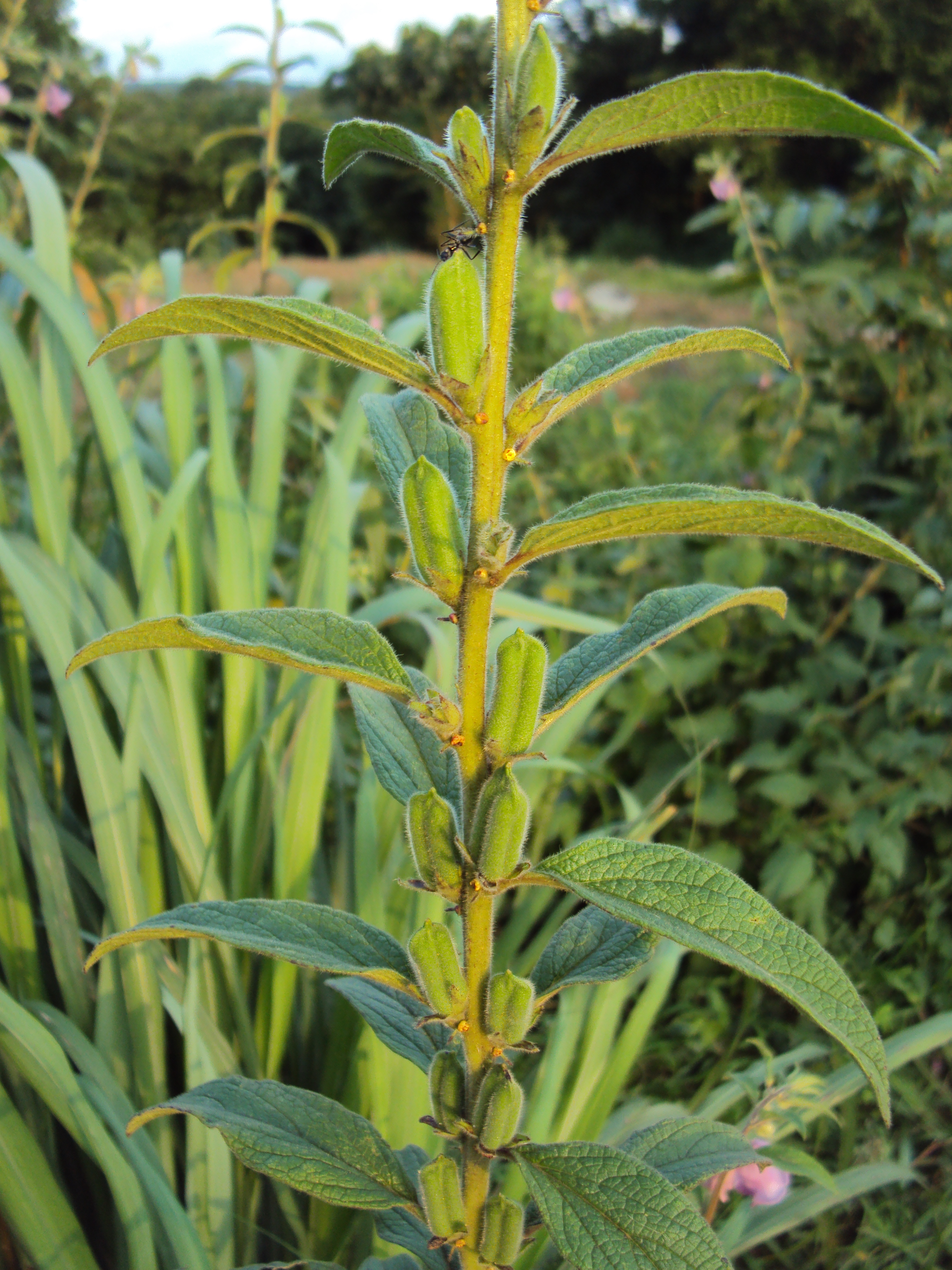
Sesamum indicum
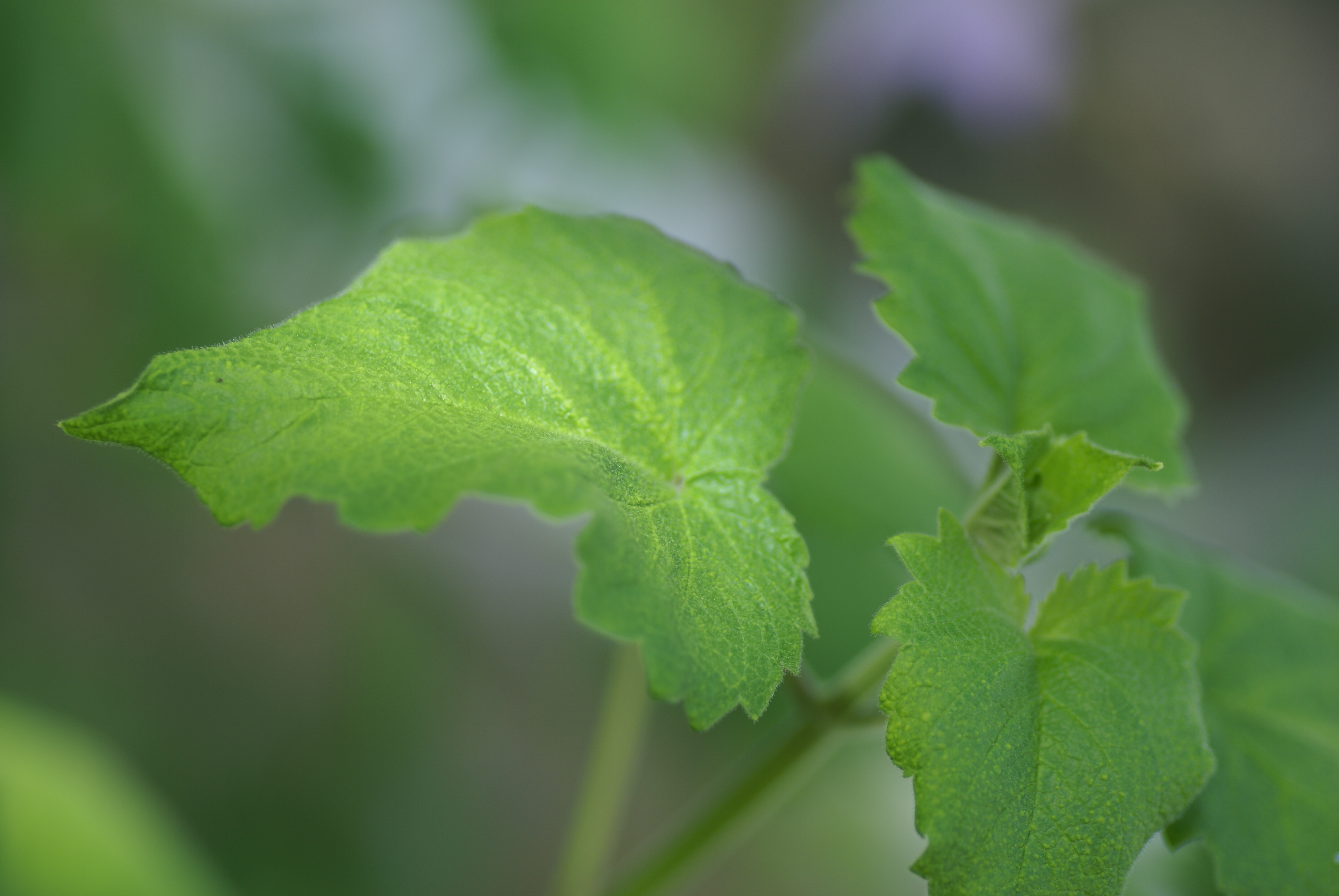
Sesamum trilobum
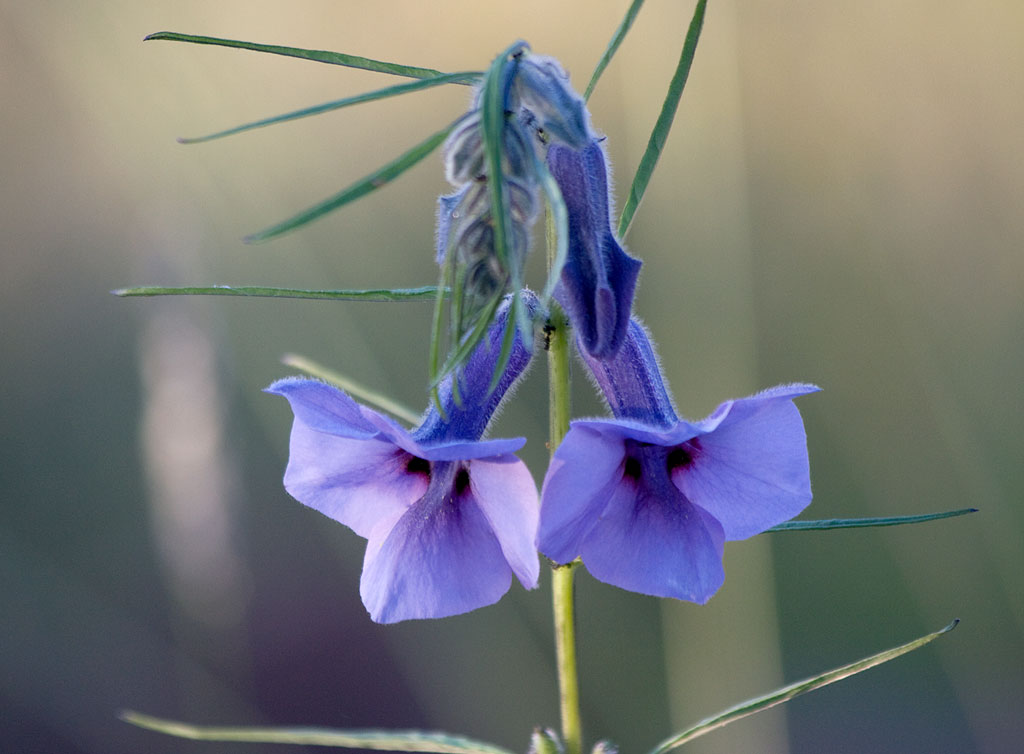
Sesamum triphyllum
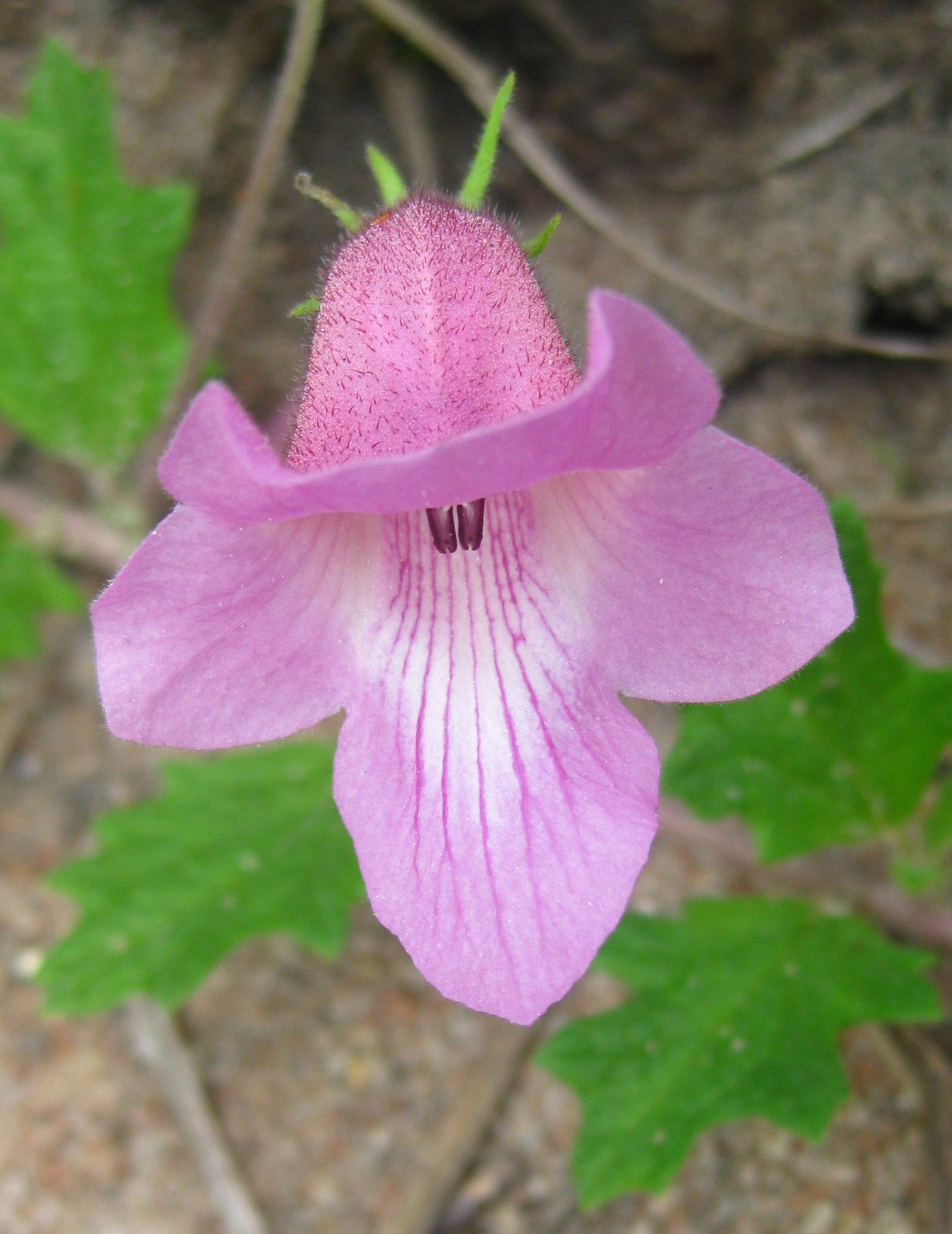
Sesamum senecioides
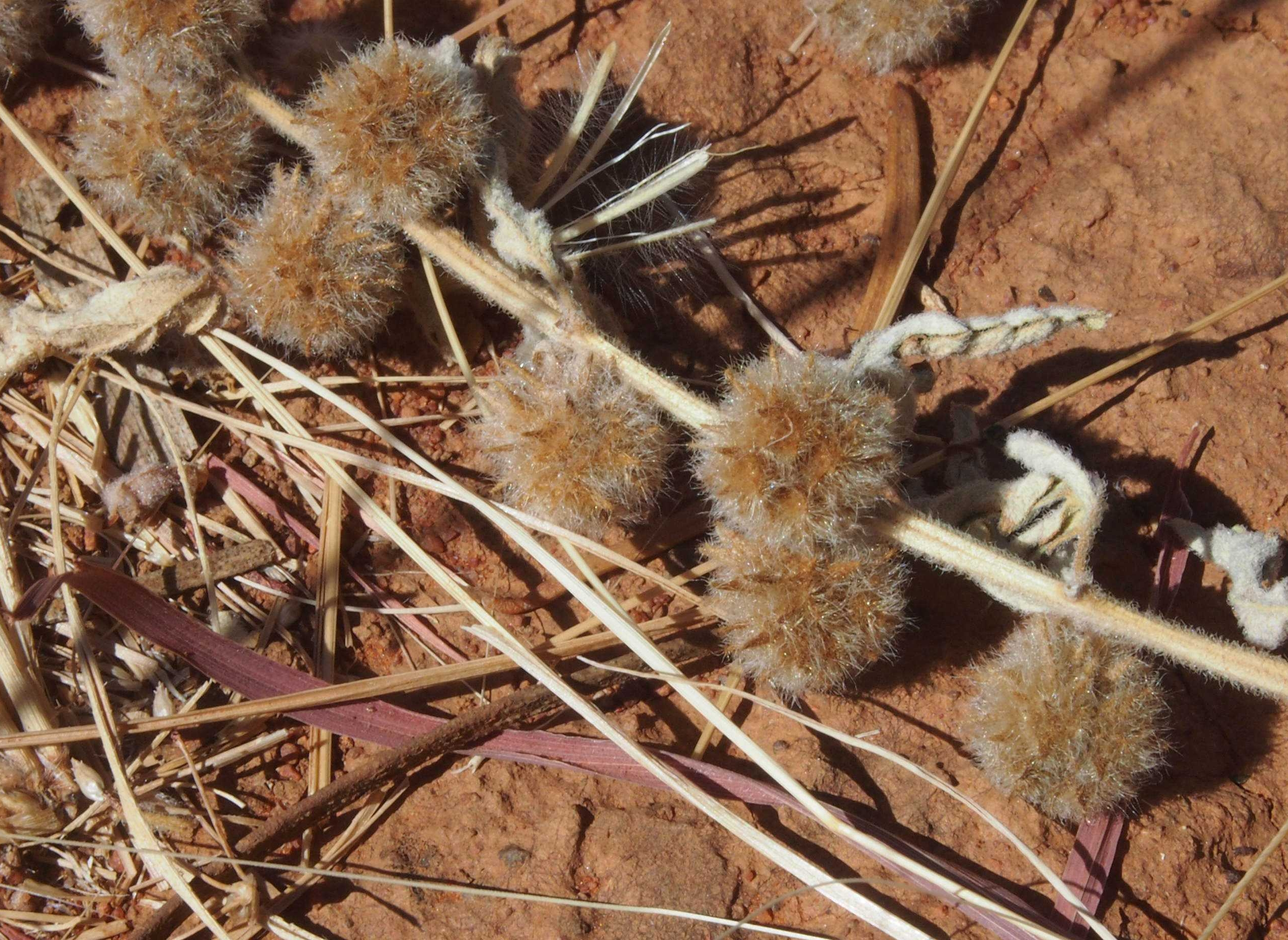
Sesamum eugeniae

#### Tribù Sesamothamneae

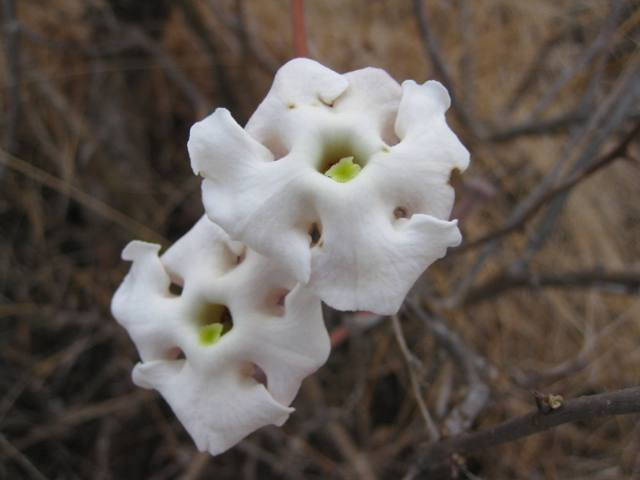
Sesamothamnus rivae

### Filogenesi

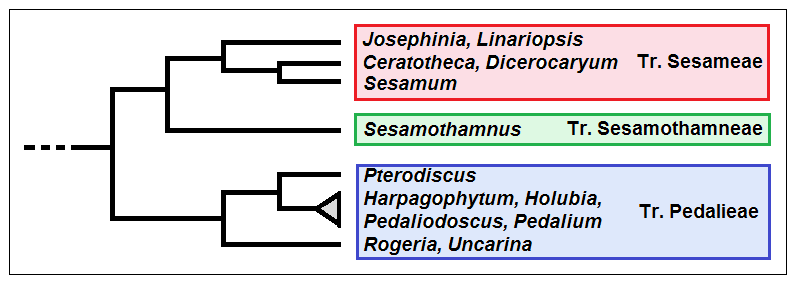
Cladogramma della famiglia

Da un punto di vista filogenetico la tribù Pedalieae è in posizione "basale" con le tribù Sesamothamneae (monotipo) e Sesameae come "gruppo fratello". La tribù Pedalieae risulta suddivisa in due gruppi con i generi Rogeria e Uncarina in posizione basale mentre il resto dei generi è  "gruppo fratello" degli altri due. Il carattere unificante di questo gruppo è la presenza nei frutti di 4 emergenze (alate e/o provviste di uncini). Anche la tribù Sesameae può essere suddivisa in due gruppi: (1) il genere parafiletico Sesamum in posizione basale si contrappone ai generi  Ceratotheca e Dicerocaryum (i caratteri morfologici unificanti di questo gruppo è l'assenza di emergenze nella frutta); (2) il secondo gruppo (gli altri generi) consiste in specie caratterizzate da piccoli frutti e piccole foglie intere.
All'interno dell'ordine Lamiales la famiglia Pedaliace occupa una posizione intermedia insieme alle famiglie Martyniaceae e Acanthaceae e vicino al gruppo Bignoniaceae-Lentibulariaceae-Verbenaceae. Più precisamente le analisi filogenetiche indicano che le Pedaliaceae insieme alla famiglia Martyniaceae si sono evolute parallelamente da un comune antenato qualche decina di milioni di anni fa.

## Usi
Alcune specie (Pedalium murex) contengono mucillagini usate nella medicina e nell'industria per rendere sciroppose le bevande. Altre piante, come Harpagophytum e Pterodiscus, sono coltivate per ornamento. L'interesse maggiore è per il genere Sesamum i cui semi contengono olio (in India la coltivazione del Sesamum indicum già nel 1960 superava i tre milioni di acri e nel 2005 raggiungeva le 680.000 tonnellate di produzione dei semi dopo la Cina con 725.000 tonnellate).